# Visone
Visone (piemontiul: Visòn) település Olaszországban, Piemont régióban, Alessandria megyében. Lakosainak száma 1128 fő (2023. január 1.). Visone Acqui Terme, Grognardo, Prasco, Strevi, Morbello és Morsasco községekkel határos.

## Népesség
A település lakossága az elmúlt években az alábbi módon változott:
| Lakosok száma | 1240 | 1236 | 1141 | 1128 |
|               | 2017 | 2018 | 2021 | 2023 |